# تارمو ماند
تارمو ماند (استونیایی: Tarmo Mänd؛ زادهٔ ۱۹ اوت ۱۹۵۰) سیاستمدار و نماینده سابق مجلس اهل استونی است.